# SV Darmstadt 98/Saison 2017/18
Die Saison 2017/18 des SV Darmstadt 98 war die 120. Saison in der Vereinsgeschichte. Nach zwei Saisons in der Fußball-Bundesliga und dem Abstieg aus der 1. Bundesliga 2016/17 in die 2. Bundesliga 2017/18, belegte man dort im August und September 2017 noch einen direkten Wiederaufstiegsplatz, ehe ein Negativtrend für das Aus im DFB-Pokal 2017/18 und ein Abrutschen in der Tabelle von der Aufstiegszone bis hin zu den Abstiegsplätzen erfolgte.
So trennte man sich, nachdem kurz zuvor eine Vertragsverlängerung bis 2020 unterzeichnet wurde, im Dezember 2017 von Trainer Torsten Frings und holte den früheren Lilien-Erfolgstrainer Dirk Schuster zurück. Nachdem man dennoch fast die gesamte Rückrunde auf dem 17. Tabellenplatz verbrachte, konnte Darmstadt mit elf Spielen ohne Niederlage in den letzten elf Ligaspielen der Saison am vorletzten Spieltag die Abstiegsplätze verlassen, ein Durchreichen in die 3. Liga verhindern und schlussendlich sogar noch den 10. Tabellenplatz belegen.

## Verlauf der Saison

### Personalveränderungen und Saisonvorbereitung
Nach zwei Saisons in der Fußball-Bundesliga und dem Abstieg aus der 1. Bundesliga 2016/17 in die 2. Bundesliga 2017/18 wurde dem Cheftrainer Torsten Frings und seinem Co-Trainer Björn Müller weiterhin das Vertrauen ausgesprochen. Das Stadion, welches in der Vorsaison noch Jonathan-Heimes-Stadion am Böllenfalltor betitelt wurde, nahm nach einem Jahr wie zuvor abgesprochen wieder den Sponsorennamen Merck-Stadion am Böllenfalltor an.
Erneut gab es im Spielerkader mit 18 Abgängen und 18 Zugängen einen mittelgroßen Umbruch. Mit Dominik Stroh-Engel (zum Karlsruher SC), Marcel Heller (zum FC Augsburg), Jérôme Gondorf (zu Werder Bremen) und Benjamin Gorka (Karriereende) verließen vier weitere Spieler, welche am Durchmarsch von der 3. Liga 2013/14 in die 1. Bundesliga beteiligt waren, den Verein. Folglich blieben von dieser Mannschaft zum damaligen Zeitpunkt noch Kapitän Aytaç Sulu und Sandro Sirigu übrig, jedoch kehrte Tobias Kempe nach zuletzt einer einjährigen Abwesenheit beim 1. FC Nürnberg zu den Lilien zurück. Auch Mario Vrančić ging in der Sommerpause (zu Norwich City), Sidney Sam wechselte zum FC Schalke 04, Antonio Čolak zu 1899 Hoffenheim, Leon Guwara begleitete Gondorf zu Werder Bremen, Sven Schipplock kam beim Hamburger SV unter und auch Torhüter Michael Esser wechselte zu Hannover 96. Damit wurde Daniel Heuer Fernandes zur neuen Nummer 1 im Tor, da die weiteren Torhüter-Neuzugänge Joël Mall und Florian Stritzel zumeist auf der Ersatzbank Platz nahmen. Silas Zehnder, welcher von Trainer Frings bereits in der 1. Bundesliga einmal eingesetzt und zum jüngsten Bundesligaspieler der Lilien aller Zeiten wurde, wurde ebenso mit einem Profivertrag ausgestattet wie die drei weiteren U19-Jugendspieler Niklas Kern, Leo Petri und Paul Schmieder. Yannick Stark, der in der Vorsaison zum FSV Frankfurt ausgeliehen wurde, kehrte nach Darmstadt zurück. Zu den vielversprechendsten Neuzugängen der Sommerpause zählten Marvin Mehlem vom Karlsruher SC, der deutsche Nationalspieler Kevin Großkreutz vom VfB Stuttgart und Artur Sobiech von Hannover 96. Auch Hamit Altıntop und Terrence Boyd blieben nach dem Abstieg dem SV Darmstadt 98 auch in der 2. Bundesliga treu. Zu den größten Stürmerhoffnungen zählten neben den Neuzugängen Artur Sobiech, Jamie Maclaren und Roman Bezjak auch der junge Felix Platte, welcher bereits in der Schlussphase der Vorsaison für Tore sorgte.
Die Testspiele in der Sommervorbereitung 2017 verliefen überwiegend positiv und von den Ergebnissen fast tadellos. Gegen den Achtligisten SG Modau sowie gegen den Fünftligisten SC Viktoria Griesheim siegte man jeweils mit 8:0, es wurde mit 4:0 bei der viertklassigen Wormatia Worms gewonnen, siegte mit 2:0 gegen die Asociación de Futbolistas Españoles (Verband für vertragslose Fußballer in Spanien), besiegte den tschechischen Erstligisten FC Vysočina Jihlava mit 3:0, gewann 4:3 gegen den österreichischen Viertligisten SV Wallern, 2:1 gegen den türkischen Zweitligisten Çaykur Rizespor und nur gegen den aus englischen Premier League abgestiegenen FC Fulham spielte man bei der Saisoneröffnung vor 4.100 Zuschauern 2:2 unentschieden.

### Hinrunde
Das Team von Torsten Frings eröffnete die Saison in der 2. Bundesliga 2017/18 mit einem 1:0-Heimsieg gegen die SpVgg Greuther Fürth, bei dem Kapitän Aytaç Sulu vor 16.100 Zuschauern das Tor des Tages erzielte. Auf ein 1:1 beim 1. FC Kaiserslautern folgte das DFB-Pokalspiel in der 1. Runde gegen den Ligakonkurrenten SSV Jahn Regensburg, welcher als Aufsteiger noch im Amateur-Topf vertreten war. Doch das Spiel am 12. August 2017 wurde mit 1:3 verloren und damit schied der SV Darmstadt 98 bereits aus dem Pokalwettbewerb aus. Im darauffolgenden Heimspiel wurde der FC St. Pauli mit 3:0 bezwungen, die Tore erzielten Kevin Großkreutz, Tobias Kempe und Yannick Stark. Und auch am vierten Spieltag jubelten die Lilien: Beim MSV Duisburg konnte ein 1:2-Auswärtssieg gefeiert werden. Nach vier Ligaspielen stand Darmstadt mit Platz 2 wieder auf einem direkten Aufstiegsplatz und das Präsidium verlängerte die Verträge mit Frings und seinem Trainerteam vorzeitig bis zum Jahre 2020.
Nach einem fulminanten Testspiel in der Länderspielpause gegen den fünftklassigen Bayernligisten Viktoria Aschaffenburg, welches mit einem 4:7 für die Lilien ausging, folgte die ersten Liganiederlage: 1:2 zuhause gegen den VfL Bochum. Daraufhin kam es zu einem Wiedersehen mit Arminia Bielefeld, nachdem die Lilien am Ende der Saison 2013/14 die Relegation für sich entscheiden konnten. Und ähnlich wie damals wurde einiges geboten: Am Ende gewann Darmstadt mit 4:3 gegen die Arminia. Auch in der Folge blieb es torreich, als man 2:2 gegen den 1. FC Heidenheim und 3:3 gegen Dynamo Dresden spielte und der ehemalige Dresdner Tobias Kempe in der zweiten Minute der Nachspielzeit gegen Dynamo zum 3:3-Endstand ausglich. Beim Mitabsteiger FC Ingolstadt 04 wurde dann mit 0:3 verloren, auch der Kampf gegen den 1. FC Nürnberg endete mit 3:4 ohne Punkte für die Lilien und eine 0:1-Niederlage gegen Fortuna Düsseldorf stellte die dritte Pleite in Folge dar. So war Darmstadt nach dem 11. Spieltag auf die zweistelligen Tabellenplätze abgerutscht.
Von diesem Negativstrudel erholte sich Darmstadt in der Vorrunde nicht mehr. 1:1 gegen Holstein Kiel, 2:2 gegen Eintracht Braunschweig, dann eine 1:2-Niederlage zuhause gegen den SV Sandhausen. Bitter war das Auswärtsspiel beim 1. FC Union Berlin, als man eine 3:2-Führung noch verspielte, als Jan Rosenthal in der vierten Minute der Nachspielzeit mit einem Eigentor zum 3:3 den Sieg in letzter Sekunde hergab. Damit war die Moral in der Mannschaft spürbar gebrochen und man verlor auch die darauffolgenden Spiele gegen Aufsteiger SSV Jahn Regensburg und beim FC Erzgebirge Aue. Nun war der Verein nach dem Aue-Spiel am 8. Dezember 2017 auf Tabellenplatz 16 und somit in der Abstiegszone angekommen. Nach etwas mehr als drei Monaten, als das Präsidium die Verträge mit Torsten Frings noch bis 2020 verlängerte, wurde dieser am 9. Dezember 2017 von seinem Posten freigestellt. Da keine Einigkeit auf eine Vertragsauflösung erzielt werden konnte, musste der SV Darmstadt 98 Torsten Frings und Co-Trainer Björn Müller trotzdem weiterhin ihre zustehenden Gehälter bis zum Jahr 2020 zahlen, womit die vorzeitige Vertragsverlängerung von Fans kritisch aufgenommen und teils sogar für den darauffolgenden Negativeffekt verantwortlich gemacht wurde.
Am 11. Dezember 2017 stellte der Verein Dirk Schuster mit seinen Co-Trainern Sascha Franz und Frank Steinmetz, welche bereits von 2012 bis 2016 die Lilien trainierten, als Nachfolger von Torsten Frings und Björn Müller vor. Das letzte Spiel des Kalenderjahres ging am 17. Dezember 2017 mit 1:1 bei der SpVgg Greuther Fürth aus, als Hamit Altıntop in der vierten Minute der Nachspielzeit sein einziges Tor für Darmstadt erzielte und so einen Punkt in letzter Sekunde beim Schuster-Comeback sicherte.

### Rückrunde
Die Minute, in der Hamit Altıntop sein einziges Tor beim SV Darmstadt 98 erzielte, sollte auch seine letzte Minute im Verein und in seiner fußballerischen Laufbahn sein, da er in der Winterpause aus privaten Gründen in seine türkische Heimat zurückkehrte und seine Karriere beendete. Ein erwägter Wechsel zu Malatyaspor fand letztlich doch nicht statt. Auch die Stürmerhoffnungen Jamie Maclaren (7 Einsätze, 0 Tore, Wechsel zu Hibernian Edinburgh) und Roman Bezjak (3 Einsätze, 0 Tore, Wechsel zu Jagiellonia Białystok) verließen die Lilien in der Winterpause. So auch Verteidiger Patrick Banggaard (8 Einsätze, 1 Tor, Wechsel zu Roda Kerkrade) und Ruibao Hu (0 Einsätze, Wechsel zu Vejle BK). Hingegen wurden Slobodan Medojević von Eintracht Frankfurt sowie Joevin Jones von Seattle Sounders verpflichtet und Trainer Dirk Schuster lieh Ex-Darmstädter Romain Brégerie vom FC Ingolstadt 04, welcher bereits früher unter Schuster spielte, sowie die Bundesligastürmer Ji Dong-won vom FC Augsburg und Barış Atik von 1899 Hoffenheim bis zum Saisonende aus. Die Testspiele in der Wintervorbereitung liefen eher durchwachsen: Auf ein 3:0 gegen SK Beveren folgte ein 0:0 gegen den Drittligisten Würzburger Kickers und auch nach dem 2:2 gegen Ligakonkurrent SpVgg Greuther Fürth, gegen den man bereits beide Ligaspiele absolviert hatte, äußerte sich Dirk Schuster unzufrieden.
Am Mittwoch, den 24. Januar 2018, fand das erste Ligaspiel nach der Winterpause gegen den Tabellenletzten 1. FC Kaiserslautern statt. Vor 17.400 Zuschauern im Merck-Stadion am Böllenfalltor ging es zur Halbzeit beim Stand von 0:0 in die Pause. Doch Kaiserslauterns Trainer Jeff Strasser klagte zur Halbzeit in der Kabine über Schwindelgefühle. Da ein medizinischer Notfall nicht ausgeschlossen werden konnte, verlängerte Schiedsrichter Bastian Dankert zunächst die Halbzeitpause, ehe er das Spiel komplett abbrach. Jeff Strasser wurde in Darmstadt in ein Krankenhaus gebracht und es konnte schlimmeres ausgeschlossen werden, er habe lediglich einen Schwächeanfall erlitten. Das Wiederholungsspiel wurde für den 21. Februar 2018 angesetzt, alle Zuschauer konnten mit ihren Eintrittskarten ohne weitere Zahlung auch das Wiederholungsspiel besuchen.
In derselben Woche fand am Sonntag, den 28. Januar 2018, das Auswärtsspiel beim FC St. Pauli statt, welches die Lilien mit 1:0 durch ein Tor von Winterneuzugang Joevin Jones gewinnen konnten. Doch in der Folge gab es daraufhin vier Niederlage hintereinander: 1:2 gegen den MSV Duisburg, 1:2 gegen den VfL Bochum, 0:2 gegen Arminia Bielefeld und 1:2 im Wiederholungsspiel gegen den 1. FC Kaiserslautern, wodurch Darmstadt bis auf den 17. Tabellenplatz rutschte. Am 6. März 2018 beendete Mannschaftsarzt Dr. Thomas Saltzer aus privaten Gründen seine Tätigkeit bei den Lilien und Dr. Michael Weingart, welcher bereits von 1982 bis 2016 der Mannschaftsarzt im Verein war, wurde aus seinem Ruhestand zurückgeholt. Alle elf Ligaspiele nach den vier Niederlagen im Februar 2018 bis zum Saisonende blieb das Team von Dirk Schuster dann ungeschlagen: Aus den letzten elf Spielen der Saison wurden fünf Siege und sechs Unentschieden geholt. Erst am vorletzten Spieltag, am 6. Mai 2018 mit einem 3:0-Sieg beim SSV Jahn Regensburg, verließ Darmstadt den 17. Tabellenplatz wieder und erreichte den 14. Platz. Nach dem Sieg am letzten Spieltag, am 13. Mai 2018 mit einem 1:0-Erfolg zuhause gegen den FC Erzgebirge Aue durch ein Tor von Tobias Kempe in der 86. Minute, schaffte Darmstadt den Klassenerhalt in der 2. Bundesliga und kletterte am letzten Spieltag aufgrund der engen Tabellensituation im Tabellenmittelfeld sogar noch auf den 10. Tabellenplatz.

## Personalien

### Sportliche Leitung und Vereinsführung
| Name                                      | Funktion                                                   |                           |
| Trainer- und Betreuerstab                 | Trainer- und Betreuerstab                                  | Trainer- und Betreuerstab |
| ----------------------------------------- | ---------------------------------------------------------- | ------------------------- |
| Torsten Frings (bis 09.12.2017)           | Cheftrainer                                                |                           |
| Dirk Schuster (ab 11.12.2017)             | Cheftrainer                                                |                           |
| Björn Müller (bis 09.12.2017)             | Co-Trainer                                                 |                           |
| Sascha Franz (ab 11.12.2017)              | Co-Trainer                                                 |                           |
| Frank Steinmetz (ab 11.12.2017)           | Co-Trainer                                                 |                           |
| Dimo Wache                                | Torwarttrainer                                             |                           |
| Kai Peter Schmitz                         | Athletiktrainer                                            |                           |
| Michael Stegmayer                         | Teammanager                                                |                           |
| Dr. Thomas Saltzer (bis 06.03.2018)       | Mannschaftsarzt                                            |                           |
| Dr. med. Michael Weingart (ab 06.03.2018) | Mannschaftsarzt                                            |                           |
| Dirk Schmitt                              | Physiotherapeuten                                          |                           |
| Sebastian Pommer                          | Physiotherapeuten                                          |                           |
| Helmut Koch                               | Teambetreuer                                               |                           |
| Utz Pfeiffer                              | Teambetreuer                                               |                           |
| Michael Richter                           | Teambetreuer                                               |                           |
| Matthias Neumann                          | Teambetreuer                                               |                           |
| Präsidium                                 |                                                            |                           |
| Rüdiger Fritsch                           | Präsident                                                  |                           |
| Markus Pfitzner                           | Vize-Präsident                                             |                           |
| Volker Harr                               | Vize-Präsident                                             |                           |
| Tom Eilers                                | Lizenzspielerbereich                                       |                           |
| Anne Baumann                              | Finanzen                                                   |                           |
| Wolfgang Arnold                           | Amateurabteilungen, Infrastruktur, Logistik und Sicherheit |                           |
| Uwe Kuhl                                  | Sportliche Entwicklung und Nachwuchsleistungszentrum       |                           |

### Kader
| Kader Saison 2017/18 | Kader Saison 2017/18   | Kader Saison 2017/18         | Kader Saison 2017/18 | Kader Saison 2017/18    | Kader Saison 2017/18 | Kader Saison 2017/18 |
| Nr.                  | Spieler                | Nat.                         | Geburtsdatum         | vorheriger Verein       | Ligaspiele           | Ligatore             |
| Torhüter             | Torhüter               | Torhüter                     | Torhüter             | Torhüter                | Torhüter             | Torhüter             |
| -------------------- | ---------------------- | ---------------------------- | -------------------- | ----------------------- | -------------------- | -------------------- |
| 01                   | Daniel Heuer Fernandes | Portugal                     | 13.11.1992           | SC Paderborn 07         | 28                   | 0                    |
| 23                   | Joël Mall              | Schweiz                      | 05.04.1991           | Grasshopper Club Zürich | 5                    | 0                    |
| 31                   | Florian Stritzel       | Deutschland                  | 31.01.1994           | Karlsruher SC           | 1                    | 0                    |
| Abwehr               |                        |                              |                      |                         |                      |                      |
| 02                   | João Renato da Cunha   | Brasilien                    | 07.08.1999           | Brusque FC              | 0                    | 0                    |
| 04                   | Aytaç Sulu             | Turkei                       | 11.12.1985           | SCR Altach              | 33                   | 3                    |
| 13                   | Markus Steinhöfer      | Deutschland                  | 07.03.1986           | Sparta Prag             | 15                   | 0                    |
| 17                   | Sandro Sirigu          | Deutschland                  | 07.10.1988           | 1. FC Heidenheim        | 19                   | 0                    |
| 21                   | Immanuel Höhn          | Deutschland                  | 23.12.1991           | SC Freiburg             | 19                   | 1                    |
| 26                   | Patrick Banggaard      | Danemark                     | 04.04.1994           | FC Midtjylland          | 8                    | 1                    |
| 32                   | Fabian Holland         | Deutschland                  | 11.07.1990           | Hertha BSC              | 32                   | 1                    |
| 33                   | Romain Brégerie        | Frankreich                   | 09.08.1986           | FC Ingolstadt 04        | 14                   | 1                    |
| 33                   | Ruibao Hu              | China Volksrepublik          | 17.10.1996           | Vejle BK                | 0                    | 0                    |
| 41                   | Niklas Kern            | Deutschland                  | 24.04.1999           | Eigene Jugend           | 0                    | 0                    |
| 42                   | Leo Petri              | Deutschland                  | 09.03.1999           | Eigene Jugend           | 0                    | 0                    |
| Mittelfeld           |                        |                              |                      |                         |                      |                      |
| 03                   | Joevin Jones           | Trinidad und Tobago          | 03.08.1991           | Seattle Sounders        | 16                   | 4                    |
| 05                   | Slobodan Medojević     | Serbien                      | 20.10.1990           | Eintracht Frankfurt     | 12                   | 0                    |
| 06                   | Marvin Mehlem          | Deutschland                  | 11.09.1997           | Karlsruher SC           | 21                   | 2                    |
| 08                   | Julian von Haacke      | Deutschland                  | 14.02.1994           | NEC Nijmegen            | 5                    | 0                    |
| 10                   | Jan Rosenthal          | Deutschland                  | 07.04.1986           | Eintracht Frankfurt     | 12                   | 0                    |
| 11                   | Tobias Kempe           | Deutschland                  | 27.06.1989           | 1. FC Nürnberg          | 30                   | 11                   |
| 18                   | Peter Niemeyer         | Deutschland                  | 22.11.1983           | Hertha BSC              | 4                    | 0                    |
| 19                   | Kevin Großkreutz       | Deutschland                  | 19.07.1988           | VfB Stuttgart           | 27                   | 3                    |
| 25                   | Yannick Stark          | Deutschland                  | 28.10.1990           | FSV Frankfurt           | 29                   | 3                    |
| 34                   | Hamit Altıntop         | Turkei                       | 08.12.1982           | Galatasaray Istanbul    | 17                   | 1                    |
| 36                   | Wilson Kamavuaka       | Kongo Demokratische Republik | 29.03.1990           | Panetolikos             | 25                   | 2                    |
| 38                   | Romuald Lacazette      | Frankreich                   | 03.01.1994           | TSV 1860 München        | 3                    | 0                    |
| 43                   | Paul Schmieder         | Deutschland                  | 21.04.1999           | SV Groß-Bieberau        | 0                    | 0                    |
| Angriff              |                        |                              |                      |                         |                      |                      |
| 07                   | Felix Platte           | Deutschland                  | 11.02.1996           | FC Schalke 04           | 21                   | 5                    |
| 09                   | Ji Dong-won            | Korea Sud                    | 28.05.1991           | FC Augsburg             | 16                   | 2                    |
| 09                   | Jamie Maclaren         | Australien                   | 29.07.1993           | Brisbane Roar           | 7                    | 0                    |
| 14                   | Roman Bezjak           | Slowenien                    | 21.02.1989           | HNK Rijeka              | 3                    | 0                    |
| 15                   | Terrence Boyd          | Vereinigte Staaten           | 16.02.1991           | RB Leipzig              | 24                   | 4                    |
| 20                   | Artur Sobiech          | Polen                        | 12.06.1990           | Hannover 96             | 22                   | 2                    |
| 27                   | McKinze Gaines         | Vereinigte Staaten           | 02.03.1998           | VfL Wolfsburg           | 2                    | 0                    |
| 28                   | Barış Atik             | Turkei                       | 09.01.1995           | TSG 1899 Hoffenheim     | 5                    | 0                    |
| 40                   | Silas Zehnder          | Deutschland                  | 30.06.1999           | SKG Erfelden            | 0                    | 0                    |

### Transfers

#### Transfers Winter 2017/18
| Barış Atik         | TSG 1899 Hoffenheim a. |
| Romain Brégerie    | FC Ingolstadt 04 a.    |
| Joevin Jones       | Seattle Sounders       |
| Slobodan Medojević | Eintracht Frankfurt    |
| Ji Dong-won        | FC Augsburg a.         |

| Hamit Altıntop    | Karriereende           |
| Patrick Banggaard | Roda Kerkrade a.       |
| Roman Bezjak      | Jagiellonia Białystok  |
| Ruibao Hu         | Vejle BK w.a.          |
| Jamie Maclaren    | Hibernian Edinburgh a. |

#### Transfers Sommer 2017
| Roman Bezjak         | HNK Rijeka w.a.         |
| João Renato da Cunha | Brusque FC              |
| Kevin Großkreutz     | VfB Stuttgart           |
| Manassé Eshele       | SV Darmstadt 98 U19     |
| McKinze Gaines       | VfL Wolfsburg U19       |
| Julian von Haacke    | NEC Nijmegen            |
| Ruibao Hu            | Vejle BK a.             |
| Tobias Kempe         | 1. FC Nürnberg          |
| Niklas Kern          | SV Darmstadt 98 U19     |
| Romuald Lacazette    | TSV 1860 München        |
| Jamie Maclaren       | Brisbane Roar           |
| Joël Mall            | Grasshopper Club Zürich |
| Marvin Mehlem        | Karlsruher SC           |
| Leo Petri            | SV Darmstadt 98 U19     |
| Paul Schmieder       | SV Darmstadt 98 U19     |
| Artur Sobiech        | Hannover 96             |
| Yannick Stark        | FSV Frankfurt w.a.      |
| Florian Stritzel     | Karlsruher SC           |
| Silas Zehnder        | SV Darmstadt 98 U19     |

| Can Luka Aydogan    | Türk Gücü Hanau          |
| Ihor Beresowskyj    | vereinslos               |
| Antonio Čolak       | TSG 1899 Hoffenheim w.a. |
| Manassé Eshele      | FSV Frankfurt a.         |
| Michael Esser       | Hannover 96              |
| Artem Fedezkyj      | Karpaty Lwiw             |
| Liam Fisch          | VfB Ginsheim             |
| Jérôme Gondorf      | Werder Bremen            |
| Benjamin Gorka      | Karriereende             |
| Leon Guwara         | Werder Bremen w.a.       |
| Marcel Heller       | FC Augsburg              |
| Alexander Milošević | Beşiktaş Istanbul w.a.   |
| Denys Olijnyk       | Desna Tschernihiw        |
| Sidney Sam          | FC Schalke 04 w.a.       |
| Sven Schipplock     | Hamburger SV w.a.        |
| Dominik Stroh-Engel | Karlsruher SC            |
| Daniel Thur         | VfB Ginsheim             |
| Mario Vrančić       | Norwich City             |
| Johannes Wolff      | FC Alsbach               |

| Felix Platte | FC Schalke 04 |

| Felix Platte | FC Schalke 04 w.a. |

## Spiele

### 2. Bundesliga
Die Tabelle listet alle Spiele des Vereins in der 2. Fußball-Bundesliga 2017/18 auf. Siege sind grün, Unentschieden sind gelb und Niederlagen sind rot hinterlegt.
| ST | Datum              | Gegner                 | Platz    | Ort                                       | Zuschauer | Ergebnis  | Tore |
| -- | ------------------ | ---------------------- | -------- | ----------------------------------------- | --------- | --------- | --- |
| 1  | 29. Juli 2017      | SpVgg Greuther Fürth   | Heim     | Merck-Stadion am Böllenfalltor, Darmstadt | 16.100    | 1:0 (0:0) | 1:0 Sulu (56.) |
| 2  | 4. August 2017     | 1. FC Kaiserslautern   | Auswärts | Fritz-Walter-Stadion, Kaiserslautern      | 30.786    | 1:1 (1:0) | 1:0 Halfar (39.), 1:1 Kamavuaka (72.) |
| 3  | 18. August 2017    | FC St. Pauli           | Heim     | Merck-Stadion am Böllenfalltor, Darmstadt | 17.400    | 3:0 (1:0) | 1:0 Großkreutz (8.), 2:0 Kempe (49., Elfmeter), 3:0 Stark (82.)                                                                          |
| 4  | 25. August 2017    | MSV Duisburg           | Auswärts | Schauinsland-Reisen-Arena, Duisburg       | 16.297    | 1:2 (1:1) | 1:0 Stoppelkamp (25.), 1:1 Mehlem (35.), 1:2 Stark (88.)                                                                                 |
| 5  | 10. September 2017 | VfL Bochum             | Heim     | Merck-Stadion am Böllenfalltor, Darmstadt | 16.000    | 1:2 (1:0) | 1:0 Sulu (24.), 1:1 Diamantakos (81.), 1:2 Kruse (87.)                                                                                   |
| 6  | 17. September 2017 | Arminia Bielefeld      | Heim     | Merck-Stadion am Böllenfalltor, Darmstadt | 15.700    | 4:3 (1:2) | 0:1 Voglsammer (30.), 1:1 Großkreutz (31.), 1:2 Klos (35.), 2:2 Höhn (53.), 3:2 Großkreutz (64.), 4:2 Sobiech (84.), 4:3 Brandy (90.+3)  |
| 7  | 20. September 2017 | 1. FC Heidenheim       | Auswärts | Voith-Arena, Heidenheim an der Brenz      | 10.500    | 2:2 (1:1) | 1:0 Dovedan (32.), 1:1 Sobiech (35.), 2:1 Halloran (60.), 2:2 Sulu (85.)                                                                 |
| 8  | 24. September 2017 | Dynamo Dresden         | Heim     | Merck-Stadion am Böllenfalltor, Darmstadt | 17.000    | 3:3 (1:2) | 0:1 Konrad (23.), 1:1 Kempe (30.), 1:2 Konrad (34.), 1:3 Konrad (80.), 2:3 Boyd (90.), 3:3 Kempe (90.+2)                                 |
| 9  | 29. September 2017 | FC Ingolstadt 04       | Auswärts | Audi-Sportpark, Ingolstadt                | 8.746     | 3:0 (1:0) | 1:0 Kutschke (30., Elfmeter), 2:0 Kittel (60.), 3:0 Pledl (79.)                                                                          |
| 10 | 16. Oktober 2017   | 1. FC Nürnberg         | Heim     | Merck-Stadion am Böllenfalltor, Darmstadt | 17.100    | 3:4 (1:1) | 1:0 Stark (6.), 1:1 Teuchert (23.), 1:2 Ishak (51.), 1:3 Teuchert (58.), 2:3 Platte (72.), 2:4 Leibold (74.), 3:4 Löwen (87., Eigentor)  |
| 11 | 20. Oktober 2017   | Fortuna Düsseldorf     | Auswärts | Esprit-Arena, Düsseldorf                  | 27.674    | 1:0 (1:0) | 1:0 Kujović (2.) |
| 12 | 28. Oktober 2017   | Holstein Kiel          | Heim     | Merck-Stadion am Böllenfalltor, Darmstadt | 15.500    | 1:1 (1:1) | 0:1 Platte (5.), 1:1 Drexler (42.) |
| 13 | 4. November 2017   | Eintracht Braunschweig | Auswärts | Eintracht-Stadion, Braunschweig           | 20.190    | 2:2 (1:1) | 1:0 Sulu (8., Eigentor), 1:1 Mehlem (30.), 1:2 Kamavuaka (52.), 2:2 Schönfeld (90.+2)                                                    |
| 14 | 17. November 2017  | SV Sandhausen          | Heim     | Merck-Stadion am Böllenfalltor, Darmstadt | 14.650    | 1:2 (0:1) | 0:1 Sukuta-Pasu (17.), 0:2 Sukuta-Pasu (71.), 1:2 Banggaard (84.)                                                                        |
| 15 | 24. November 2017  | 1. FC Union Berlin     | Auswärts | Stadion An der Alten Försterei, Berlin    | 21.108    | 3:3 (1:0) | 1:0 Prömel (39.), 1:1 Boyd (51.), 2:1 Polter (58., Elfmeter), 2:2 Boyd (61.), 2:3 Kempe (66., Elfmeter), 3:3 Rosenthal (90.+4, Eigentor) |
| 16 | 3. Dezember 2017   | SSV Jahn Regensburg    | Heim     | Merck-Stadion am Böllenfalltor, Darmstadt | 14.650    | 0:1 (0:0) | 0:1 Grüttner (52.) |
| 17 | 8. Dezember 2017   | FC Erzgebirge Aue      | Auswärts | Erzgebirgsstadion, Aue-Bad Schlema        | 6.400     | 1:0 (1:0) | 1:0 Soukou (35.) |
| 18 | 17. Dezember 2017  | SpVgg Greuther Fürth   | Auswärts | Sportpark Ronhof, Fürth                   | 8.210     | 1:1 (1:0) | 1:0 Wittek (45.), 1:1 Altıntop (90.+4)                                                                                                   |
| 19 | 24. Januar 2018    | 1. FC Kaiserslautern   | Heim     | Merck-Stadion am Böllenfalltor, Darmstadt | 17.400    | 0:0 1     | — |
| 20 | 28. Januar 2018    | FC St. Pauli           | Auswärts | Millerntor-Stadion, Hamburg-St. Pauli     | 29.546    | 0:1 (0:1) | 0:1 Jones (7.) |
| 21 | 4. Februar 2018    | MSV Duisburg           | Heim     | Merck-Stadion am Böllenfalltor, Darmstadt | 15.100    | 1:2 (1:1) | 0:1 Engin (17.), 1:1 Dong-won (37.), 1:2 Iljutschenko (85.)                                                                              |
| 22 | 9. Februar 2018    | VfL Bochum             | Auswärts | Vonovia-Ruhrstadion, Bochum               | 14.520    | 2:1 (0:0) | 0:1 Brégerie (61.), 1:1 Hinterseer (66.), 2:1 Holland (69., Eigentor)                                                                    |
| 23 | 17. Februar 2018   | Arminia Bielefeld      | Auswärts | SchücoArena, Bielefeld                    | 15.236    | 2:0 (1:0) | 1:0 Weihrauch (33.), 2:0 Kerschbaumer (90.+3)                                                                                            |
| 19 | 21. Februar 2018   | 1. FC Kaiserslautern   | Heim     | Merck-Stadion am Böllenfalltor, Darmstadt | 17.400    | 1:2 (0:1) | 0:1 Borrello (16.), 0:2 Mwene (61.), 1:2 Platte (90.+2)                                                                                  |
| 24 | 25. Februar 2018   | 1. FC Heidenheim       | Heim     | Merck-Stadion am Böllenfalltor, Darmstadt | 13.650    | 1:1 (0:1) | 0:1 Kraus (7.), 1:1 Jones (60.) |
| 25 | 2. März 2018       | Dynamo Dresden         | Auswärts | DDV-Stadion, Dresden                      | 26.053    | 0:2 (0:1) | 0:1 Jones (29.), 0:2 Kempe (55.) |
| 26 | 10. März 2018      | FC Ingolstadt 04       | Heim     | Merck-Stadion am Böllenfalltor, Darmstadt | 14.000    | 1:1 (0:1) | 0:1 Leipertz (18.), 1:1 Kempe (67., Elfmeter)                                                                                            |
| 27 | 18. März 2018      | 1. FC Nürnberg         | Auswärts | Max-Morlock-Stadion, Nürnberg             | 27.007    | 1:1 (0:1) | 0:1 Boyd (18.), 1:1 Margreitter (78.) |
| 28 | 2. April 2018      | Fortuna Düsseldorf     | Heim     | Merck-Stadion am Böllenfalltor, Darmstadt | 17.400    | 1:0 (1:0) | 1:0 Kempe (38.) |
| 29 | 7. April 2018      | Holstein Kiel          | Auswärts | Holstein-Stadion, Kiel                    | 10.483    | 0:0 (0:0) | — |
| 30 | 15. April 2018     | Eintracht Braunschweig | Heim     | Merck-Stadion am Böllenfalltor, Darmstadt | 16.226    | 1:1 (0:1) | 0:1 Medojević (39., Eigentor), 1:1 Kempe (73., Elfmeter)                                                                                 |
| 31 | 21. April 2018     | SV Sandhausen          | Auswärts | BWT-Stadion am Hardtwald, Sandhausen      | 10.269    | 1:1 (1:0) | 1:0 Linsmayer (10.), 1:1 Kempe (50., Elfmeter)                                                                                           |
| 32 | 28. April 2018     | 1. FC Union Berlin     | Heim     | Merck-Stadion am Böllenfalltor, Darmstadt | 16.570    | 3:1 (3:0) | 1:0 Holland (12.), 2:0 Platte (22.), 3:0 Platte (35.), 3:1 Parensen (87.)                                                                |
| 33 | 6. Mai 2018        | SSV Jahn Regensburg    | Auswärts | Continental-Arena, Regensburg             | 15.210    | 0:3 (0:1) | 0:1 Jones (29.), 0:2 Dong-won (68.), 0:3 Kempe (73.)                                                                                     |
| 34 | 13. Mai 2018       | FC Erzgebirge Aue      | Heim     | Merck-Stadion am Böllenfalltor, Darmstadt | 17.000    | 1:0 (0:0) | 1:0 Kempe (86.) |

### DFB-Pokal
Als Zweitligist war der SV Darmstadt 98 automatisch für den DFB-Pokal 2017/18 qualifiziert und trat in der 1. Runde gegen den Ligakonkurrenten SSV Jahn Regensburg an, der als Aufsteiger noch im Amateur-Topf vertreten war. Gegen diesen schied Darmstadt in der ersten Runde nach einer 1:3-Niederlage aus.
| Runde    | Datum           | Gegner              | Liga des Gegners | Platz    | Ort                           | Zuschauer | Ergebnis  | Tore                                                                          |
| -------- | --------------- | ------------------- | ---------------- | -------- | ----------------------------- | --------- | --------- | ----------------------------------------------------------------------------- |
| 1. Runde | 12. August 2017 | SSV Jahn Regensburg | 2. Bundesliga    | Auswärts | Continental-Arena, Regensburg | 8.919     | 3:1 (1:1) | 0:1 Sobiech (40.), 1:1 Lais (45.+2), 2:1 Nietfeld (87.), 3:1 Grüttner (90.+4) |

### Testspiele
Diese Tabelle führt die ausgetragenen Testspiele des Vereins in der Saison 2017/18 auf. Siege sind grün, Unentschieden sind gelb und Niederlagen sind rot hinterlegt.
| Datum             | Gegner                              | Liga des Gegners                | Platz    | Ort                                       | Zuschauer | Ergebnis  | Tore |
| ----------------- | ----------------------------------- | ------------------------------- | -------- | ----------------------------------------- | --------- | --------- | --- |
| 23. Juni 2017     | SG Modau                            | Kreisoberliga Darmstadt (VIII.) | Auswärts | Lohberg-Arena, Modau (Ober-Ramstadt)      | 1.600     | 0:8 (0:6) | 0:1 Gaines (17.), 0:2 Holland (20.), 0:3 Boyd (23.), 0:4 Boyd (34.), 0:5 Boyd (35.), 0:6 Boyd (42.), 0:7 Boyd (63.), 0:8 Mehlem (72.)                                                                               |
| 1. Juli 2017      | SC Viktoria Griesheim               | Hessenliga (V.)                 | Auswärts | Stadion am Hegelsberg, Griesheim          | 2.000     | 0:8 (0:3) | 0:1 Bezjak (16.), 0:2 Gaines (18.), 0:3 Bezjak (36.), 0:4 Bezjak (54.), 0:5 Boyd (56.), 0:6 Boyd (63.), 0:7 Stark (65.), 0:8 Stark (70.)                                                                            |
| 7. Juli 2017      | Wormatia Worms                      | Regionalliga Südwest (IV.)      | Auswärts | EWR-Arena, Worms                          | 736       | 0:4 (0:1) | 0:1 Gaines (15.), 0:2 Von Haacke (47.), 0:3 Bezjak (75.), 0:4 Bezjak (85.) |
| 11. Juli 2017     | Asociación de Futbolistas Españoles | —                               | Neutral  | DANA Arena, Windischgarsten               | 100       | 2:0 (1:0) | 1:0 Gaines (41.), 2:0 Steinhöfer (85.) |
| 11. Juli 2017     | FC Vysočina Jihlava                 | HET Liga (I.)                   | Neutral  | DANA Arena, Windischgarsten               | 100       | 3:0 (3:0) | 1:0 Boyd (13.), 2:0 Boyd (19.), 3:0 Banggaard (32.) |
| 16. Juli 2017     | SV Wallern                          | OÖ Liga (IV.)                   | Neutral  | DANA Arena, Windischgarsten               | 100       | 4:3 (2:2) | 1:0 Mehlem (3.), 1:1 Lindorfer (4.), 2:1 Maclaren (19.), 2:2 Zachhuber (38.), 3:2 Maclaren (52.), 3:3 Ibrahimović (60.), 4:3 Cunha (87.)                                                                            |
| 16. Juli 2017     | Çaykur Rizespor                     | TFF 1. Lig (II.)                | Neutral  | DANA Arena, Windischgarsten               | 100       | 2:1 (1:1) | 0:1 Kweuke (3.), 1:1 Stark (24.), 2:1 Kempe (72.) |
| 22. Juli 2017     | FC Fulham                           | EFL Championship (II.)          | Heim     | Merck-Stadion am Böllenfalltor, Darmstadt | 4.100     | 2:2 (1:1) | 0:1 Sulu (18., Eigentor), 1:1 Sulu (42.), 1:2 Fredericks (64.), 2:2 Mehlem (69.) |
| 2. September 2017 | Viktoria Aschaffenburg              | Bayernliga Nord (V.)            | Auswärts | Stadion am Schönbusch, Aschaffenburg      | 1.000     | 4:7 (0:4) | 0:1 Kamavuaka (4.), 0:2 Boyd (13.), 0:3 Platte (17.), 0:4 Von Haacke (27., Elfmeter), 0:5 Platte (48.), 1:5 Aydin (61.), 1:6 Banggaard (63.), 1:7 Boyd (71.), 2:7 Verkaj (77.), 3:7 Grünewald (79.), 4:7 Toch (87.) |
| 9. Januar 2018    | SK Beveren                          | Division 1A (I.)                | Neutral  | Pinatar Arena, San Pedro del Pinatar      | 100       | 3:0 (1:0) | 1:0 Mehlem (11.), 2:0 Sobiech (58.), 3:0 Sobiech (65.) |
| 12. Januar 2018   | Würzburger Kickers                  | 3. Liga                         | Neutral  | Pinatar Arena, San Pedro del Pinatar      | 100       | 0:0 (0:0) | — |
| 17. Januar 2018   | SpVgg Greuther Fürth                | 2. Bundesliga                   | Heim     | Merck-Stadion am Böllenfalltor, Darmstadt | 500       | 2:2 (0:1) | 0:1 Raum (2.), 0:2 Hofmann (49.), 1:2 Platte (60.), 2:2 Platte (85.) |

## Saisonverlauf
| Spieltag | 1 | 2 | 3 | 4 | 5 | 6 | 7 | 8 | 9 | 10 | 11 | 12 | 13 | 14 | 15 | 16 | 17 | 18 | 19 | 20 | 21 | 22 | 23 | 24 | 25 | 26 | 27 | 28 | 29 | 30 | 31 | 32 | 33 | 34 |
| -------- | - | - | - | - | - | - | - | - | - | -- | -- | -- | -- | -- | -- | -- | -- | -- | -- | -- | -- | -- | -- | -- | -- | -- | -- | -- | -- | -- | -- | -- | -- | -- |
| Spielort | H | A | H | A | H | H | A | H | A | H  | A  | H  | A  | H  | A  | H  | A  | A  | H  | A  | H  | A  | A  | H  | A  | H  | A  | H  | A  | H  | A  | H  | A  | H  |
| Resultat | S | U | S | S | N | S | U | U | N | N  | N  | U  | U  | N  | U  | N  | N  | U  | N  | S  | N  | N  | N  | U  | S  | U  | U  | S  | U  | U  | U  | S  | S  | S  |
| Platz    | 6 | 9 | 5 | 2 | 2 | 2 | 3 | 4 | 8 | 8  | 10 | 11 | 11 | 12 | 13 | 16 | 16 | 16 | 16 | 16 | 16 | 17 | 17 | 17 | 17 | 17 | 17 | 17 | 17 | 17 | 17 | 17 | 14 | 10 |

Legende: Spielort: H = Heim; A = Auswärts. Resultat: S = Sieg; U = Unentschieden; N = Niederlage

## Abschlusstabelle

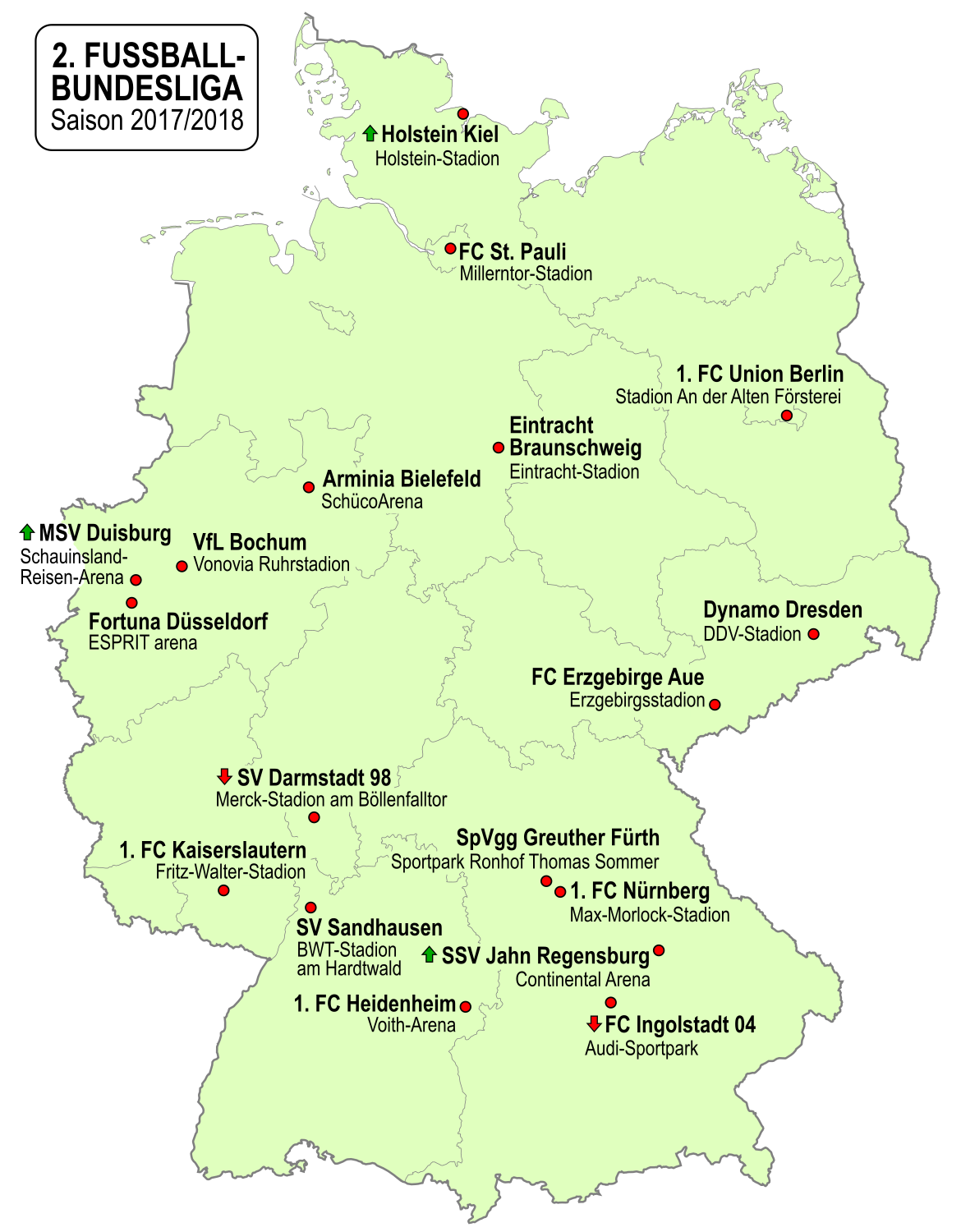
Teilnehmende Vereine der 2. Bundesliga 2017/18

| Pl. | Verein                      | Sp. | S  | U  | N  | Tore    | Diff. | Punkte | Anm. |
| --- | --------------------------- | --- | -- | -- | -- | ------- | ----- | ------ | ---- |
| 1.  | Fortuna Düsseldorf          | 34  | 19 | 6  | 9  | 057:440 | +13   | 63     | ▲    |
| 2.  | 1. FC Nürnberg              | 34  | 17 | 9  | 8  | 061:390 | +22   | 60     | ▲    |
| 3.  | Holstein Kiel (N)           | 34  | 14 | 14 | 6  | 071:440 | +27   | 56     | ( ▲) |
| 4.  | Arminia Bielefeld           | 34  | 12 | 12 | 10 | 051:470 | +4    | 48     |      |
| 5.  | SSV Jahn Regensburg (N)     | 34  | 14 | 6  | 14 | 053:530 | ±0    | 48     |      |
| 6.  | VfL Bochum                  | 34  | 13 | 9  | 12 | 037:400 | −3    | 48     |      |
| 7.  | MSV Duisburg (N)            | 34  | 13 | 9  | 12 | 052:560 | −4    | 48     |      |
| 8.  | 1. FC Union Berlin          | 34  | 12 | 11 | 11 | 054:460 | +8    | 47     |      |
| 9.  | FC Ingolstadt 04 (A)        | 34  | 12 | 9  | 13 | 047:450 | +2    | 45     |      |
| 10. | SV Darmstadt 98 (A)         | 34  | 10 | 13 | 11 | 047:450 | +2    | 43     |      |
| 11. | SV Sandhausen               | 34  | 11 | 10 | 13 | 035:330 | +2    | 43     |      |
| 12. | FC St. Pauli                | 34  | 11 | 10 | 13 | 035:480 | −13   | 43     |      |
| 13. | 1. FC Heidenheim            | 34  | 11 | 9  | 14 | 050:560 | −6    | 42     |      |
| 14. | SG Dynamo Dresden           | 34  | 11 | 8  | 15 | 042:520 | −10   | 41     |      |
| 15. | SpVgg Greuther Fürth        | 34  | 10 | 10 | 14 | 037:480 | −11   | 40     |      |
| 16. | FC Erzgebirge Aue           | 34  | 10 | 10 | 14 | 035:490 | −14   | 40     | ( ▼) |
| 17. | Eintracht Braunschweig (R↑) | 34  | 8  | 15 | 11 | 037:430 | −6    | 39     | ▼    |
| 18. | 1. FC Kaiserslautern        | 34  | 9  | 8  | 17 | 042:550 | −13   | 35     | ▼    |

|                         |                                                                                               |
| Zum Saisonende 2016/17: |                                                                                               |
| (A)                     | Absteiger aus der Bundesliga: FC Ingolstadt 04, SV Darmstadt 98                               |
| (R↑)                    | Verlierer der Relegation zur Bundesliga: Eintracht Braunschweig                               |
| (N)                     | Neuling, Aufsteiger aus der 3. Liga: MSV Duisburg, Holstein Kiel, Jahn Regensburg             |
| Zum Saisonende 2017/18: |                                                                                               |
| ▲                       | Aufsteiger in die Bundesliga 2018/19: Fortuna Düsseldorf, 1. FC Nürnberg                      |
| ( ▲)                    | Teilnehmer an den Relegationsspielen gegen den 16. der Bundesliga 2017/18: Holstein Kiel      |
| ( ▼)                    | Teilnehmer an den Relegationsspielen gegen den Dritten der 3. Liga 2017/18: FC Erzgebirge Aue |
| ▼                       | Absteiger in die 3. Liga 2018/19: Eintracht Braunschweig, 1. FC Kaiserslautern                |

## Zuschauerzahlen
Folgende Tabelle bietet einen Vergleich der Zuschauerzahlen der Heim- und Auswärtsspiele des SV Darmstadt 98 im Ligabetrieb dieser Saison. Die Vereine sind nach Austragungsreihenfolge der Heimspiele nach Spieltag sortiert.
| Gegner in Heimspielreihenfolge | Heimspiel | Auswärtsspiel | Austragungsort beim Auswärtsspiel                     |
| ------------------------------ | --------- | ------------- | ----------------------------------------------------- |
| 1. SpVgg Greuther Fürth        | 16.100    | 08.210        | Sportpark Ronhof, Fürth                               |
| 2. FC St. Pauli                | 17.400    | 29.546        | Millerntor-Stadion, Hamburg-St. Pauli                 |
| 3. VfL Bochum                  | 16.000    | 14.520        | Vonovia-Ruhrstadion, Bochum                           |
| 4. Arminia Bielefeld           | 15.700    | 15.236        | SchücoArena, Bielefeld                                |
| 5. Dynamo Dresden              | 17.000    | 26.053        | DDV-Stadion, Dresden                                  |
| 6. 1. FC Nürnberg              | 17.100    | 27.007        | Max-Morlock-Stadion, Nürnberg                         |
| 7. Holstein Kiel               | 15.500    | 10.483        | Holstein-Stadion, Kiel                                |
| 8. SV Sandhausen               | 14.650    | 10.269        | BWT-Stadion am Hardtwald, Sandhausen                  |
| 9. SSV Jahn Regensburg         | 14.650    | 15.210        | Continental-Arena, Regensburg                         |
| 10. 1. FC Kaiserslautern       | 17.400    | 30.786        | Fritz-Walter-Stadion, Kaiserslautern                  |
| 11. MSV Duisburg               | 15.100    | 16.297        | Schauinsland-Reisen-Arena, Duisburg                   |
| 12. 1. FC Heidenheim           | 13.650    | 10.500        | Voith-Arena, Heidenheim an der Brenz                  |
| 13. FC Ingolstadt 04           | 14.000    | 08.746        | Audi-Sportpark, Ingolstadt                            |
| 14. Fortuna Düsseldorf         | 17.400    | 27.674        | Esprit-Arena, Düsseldorf                              |
| 15. Eintracht Braunschweig     | 16.226    | 20.190        | Eintracht-Stadion, Braunschweig                       |
| 16. 1. FC Union Berlin         | 16.570    | 21.108        | Stadion An der Alten Försterei, Berlin                |
| 17. FC Erzgebirge Aue          | 17.000    | 06.400        | Erzgebirgsstadion, Aue-Bad Schlema                    |
| Im Schnitt:                    | 15.967    | 17.543        | Heimspiele: Merck-Stadion am Böllenfalltor, Darmstadt |